# Куріпка шотландська
Куріпка шотландська (Lagopus scotica) — вид куроподібних птахів родини фазанових. Ендемік Британських островів.

## Поширення
Вид поширений у Великій Британії та Ірландії. Він трапляється в більшій частині Шотландії, включаючи Оркнейські острови, Шетландські острови та більшість Зовнішніх Гебридських островів. Відсутній або рідкісний лише в густонаселених районах, наприклад у центральній смузі. В Уельсі місцями є великі популяції, але їхній ареал скоротився. Зараз вони майже відсутні на крайньому півдні, їхніми головними опорними пунктами є Сноудонія, Бреконські маяки та Кембрійські гори. В Англії він в основному зустрічається на півночі — у таких місцях, як Озерний край, Нортумберленд, графство Дарем, більша частина Йоркшира, Пенніни та Пік-Дистрикт, аж на південь до Стаффордширських боліт. На Дартмурі існує ізольована інтродукована популяція, а надлишки валлійських птахів відвідують Шропширські пагорби.
В Ірландії він зустрічається локально в більшості частин країни: він найбільш поширений у графстві Мейо, де чисельність населення зростає, і на плато графства Антрім, з іншими стабільними популяціями в горах Слів-Блум і Нокмелдаун. Невелика популяція на острові Мен здебільшого зосереджена на південних пагорбах, але роботи зі збереження тривають на всій височині, щоб забезпечити подальшу життєздатність виду.
Британська популяція оцінюється в 250 000 пар, приблизно 1000–5000 пар живе в Ірландії.
Птах був завезений у регіон Гоес-Фенн у Бельгії, але популяція там вимерла на початку 1970-х років.
Його типове середовище проживання — це верхові вересові болота подалі від дерев. Його також можна знайти в деяких низинних болотах, а птахи можуть відвідувати сільськогосподарські угіддя в сувору погоду.

## Символіка
Куріпка шотландська є логотипом віскі The Famous Grouse, а анімований птах є персонажем серії його реклами. Птах також є емблемою журналу British Birds.